# Banda lui Möbius

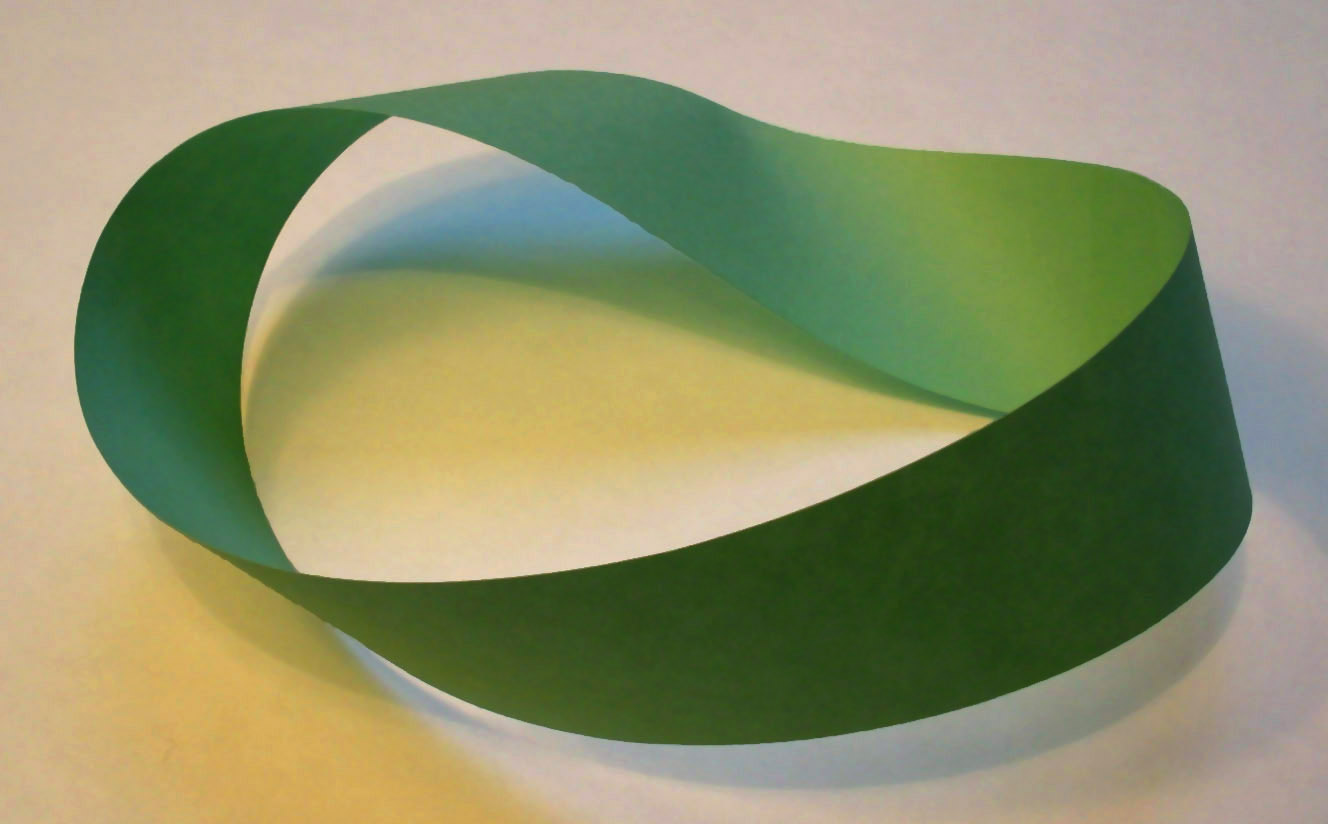
O bandă Möbius realizată dintr-o bucată de hârtie lipită. Dacă o furnică ar traversa de-a lungul benzii, s-ar întoarce în punctul de plecare, traversând toată lungimea acesteia, fără să treacă vreo margine.

Banda lui Möbius sau mai simplu banda Möbius (mai rar scris și Moebius) este un model de suprafață cu o singură față și o singură margine. Banda are proprietatea matematică de a fi neorientabilă. A fost studiată inițial de August Ferdinand Möbius și Johann Benedict Listing, care au descoperit-o independent în 1858. 
Un exemplu de bandă Möbius poate fi realizat folosind o bucată dreptunghiulară de hârtie, astfel ca unul dintre capete să fie rotit și lipit cu celălalt capăt, pentru a se forma o buclă (ca în imagine).
Toate benzile Möbius cu un număr impar de semirăsuciri sunt homomorfe între ele. Și toate benzile cu un număr par de semirăsuciri sunt homomorfe între ele. Dar o bandă cu un număr par de semirăsuciri nu este homomorfă cu una cu un număr impar de semirăsuciri. De asemenea, banda Möbius apare în două forme: dextrogiră și levogiră (de mână dreaptă și mână stângă).

## Istoric
Descoperirea benzii Möbius, ca obiect matematic este atribuită independent a doi matematicieni germani, lui Johann Benedict Listing și lui August Ferdinand Möbius, ambii semnalând-o în 1858.
Oricum, fusese cunoscută cu mult timp înainte, atât ca obiect fizic precum și ca imagine în reprezentări artistice. În mod particular, poate fi văzută în mai multe mozaicuri din perioada Romei antice..
În numeroase cazuri, aceste reprezentări înfățișează doar benzi sau panglici încolăcite ca limite ale altor reprezentări. Când numărul de răsuciri este impar, aceste structuri sunt benzi Möbius, dar pentru un număr par de răsuciri, acestea sunt echivalente - din punct de vedere topologic - cu inele nerăsucite, cunoscute sub numele de coroane circulare.

## Parametrizare
O parametrizare tipică este:
{\displaystyle x(u,v)=\left(1+{\frac {v}{2}}\cos {\frac {u}{2}}\right)\cos u}
{\displaystyle y(u,v)=\left(1+{\frac {v}{2}}\cos {\frac {u}{2}}\right)\sin u}
{\displaystyle z(u,v)={\frac {v}{2}}\sin {\frac {u}{2}}}
unde 0 ≤ u < 2π și −1 ≤ v ≤ 1. Folosind aceste ecuații, obținem o bandă  Möbius cu lățimea 1 și raza 1, având centrul în originea sistemului de coordonate  (0,0,0). Parametrul  u se depleasează de-a lungul benzii, iar parametrul  v se deplasează pe lățime.
În coordonate polare cilindrice, (r, θ, z), banda lui Möbius se reprezintă prin ecuația
{\displaystyle \log(r)\sin \left({\frac {1}{2}}\theta \right)=z\cos \left({\frac {1}{2}}\theta \right).}